# آنسباخ
آنسباخ (به آلمانی: Ansbach) شهری در ایالت بایرن آلمان است. این شهر به خطوط راه‌آهن آلمان متصل است.